# Zakir Garalov
Zakir Garalov (en azerí: Zakir Bəkir oğlu Qaralov) — una figura política, exfiscal General de la República de Azerbaiyán (2000-2020), miembro de la Asociación Internacional de Fiscales.

## Biografía
Zakir Gralaov nació el 13 de enero de 1956 en la región georgiana de Dmanisi. Después de la escuela secundaria ingresó a la facultad jurídica de la Universidad Estatal de Bakú y graduó en 1979.

### Carrera
Después de su graduación de la universidad trabajaba en diversos puestos en los órganos de Fiscalía.
En los años de 1998-2000 fue el fiscal de la ciudad de Ganya. 
El 25 de abril de 2000 por la disposición del presidente de la República de Azerbaiyán fue nombrado el fiscal general de Azerbaiyán
El 26 de diciembre de 1995 por la disposición del presidente de la República de Azerbaiyán fue premiado con la medalla “Al valor” y el 29 de septiembre de 2006 con el orden “Bandera de Azerbaiyán”
En 2016 en honor de su 60 aniversario fue premiado con el orden “Shohrat”.
El 20 de septiembre de 2019 Zakir Garalov fue galardonado con un alto premio de la Asociación Internacional de Fiscales y fue elegido miembro honorario de la Asociación.
El 25 de abril de 2020 venció el plazo de cuatro período de cinco años en el puesto de fiscal general. Él fue sustituido por su adjunto Kamran Aliyev.